# Сцинавка-Середня
Сцинавка-Середня (пол. Ścinawka Średnia, нім. Mittelsteine) — село в Польщі, у гміні Радкув Клодзького повіту Нижньосілезького воєводства.
Населення — 2198 осіб (2011).
У 1975-1998 роках село належало до Валбжиського воєводства.

## Демографія
Демографічна структура станом на 31 березня 2011 року:
|          | Загалом | Допрацездатний вік | Працездатний вік | Постпрацездатний вік |
| -------- | ------- | ------------------ | ---------------- | -------------------- |
| Чоловіки | 1093    | 201                | 802              | 90                   |
| Жінки    | 1105    | 179                | 634              | 292                  |
| Разом    | 2198    | 380                | 1436             | 382                  |